# Чайковский, Пётр Петрович
Пётр Петро́вич Чайко́вский (1789, Вятка — 5 [17] февраля 1871, Санкт-Петербург) — генерал-майор, в 1834—1846 годах — директор Строительной Комиссии на КМВ, основанной А. П. Ермоловым. Брат И. П. Чайковского и дядя композитора П. И. Чайковского.

## Биография
Родился в Вятке, в семье городничего Петра Фёдоровича Чайковского.
В 1798—1803 годах учился в Вятском народном училище.
В 1804 году поступил на службу юнкером пехотного полка. Участвовал в кампаниях: в турецких 1804 и 1809 годов, и во французских — в 1805, 1812 и 1814 гг. Имел ряд наград.
1819 переведён в лейб-гвардию; с 1827 — командир пехотного полка.
На русско-турецкой войне 1828—1829 годов был тяжело ранен. Награждён орденом Святого Георгия IV степени (30.1.1829). Лечился на австрийском курорте Теплиц.
1830 — был комендантом Севастопольской и Геленджикской крепостей, занимался их строительством.
С 1834 года — старший член строительной комиссии Кавказских Минеральных Вод. 12 лет руководил ремонтом и возведением казённых зданий. В 1836 году составил новый генеральный «План предполагаемого окружного города Пятигорска с предположением на укрепление оного на случай набега хищников».

16 октября 1837 г. пятигорский курорт посетил Николай I. Лечебные сооружения весьма понравились императору. Он одобрил новые проекты Бернардацци, который предлагал все деревянные купальни на Горячих Водах заменить каменными. Император приказал ежегодно выделять по 200 тысяч рублей на дальнейшее благоустройство курорта. Однако вскоре глава Строительной комиссии П. П. Чайковский поставил под сомнение саму возможность построения каменных зданий близ источников, высказывая серьезные опасения относительно прочности грунта и постоянства источников.

<…>

Император Николай I решил, что прежний план Пятигорска не обеспечивает достаточную обороноспособность в условиях разгорающейся Кавказской войны. В конце 1833 г. император остановил исполнение прежнего генплана города и повелел составить новый. По поручению барона Розена инженер-полковник Баумер представил «проект обороны Пятигорска против могущих случиться набегов». Летом 1835 г. барон Розен, лично осмотрев Пятигорск, нашел предложенное Бернардацци «пространство города слишком обширным и не соответствующим числу могущих быть в оном жителей». Барон поручил Строительной комиссии КМВ составить генплан города с учетом предложений полковника Баумера. В мае 1836 г. старший член Строительной комиссии, полковник П. П. Чайковский, бывший строитель Севастопольской и Геленджикской крепостей, представил новый «План предполагаемого окружного города Пятигорска с предположением на укрепление оного на случай набега хищников». Розен внес в этот план некоторые изменения. План Розена-Чайковского составлялся на основе прежнего плана Бернардацци, но с учетом правил фортификации и носил выраженный оборонительный характер. Размеры улиц и усадеб остались прежними, но число кварталов было сокращено в два раза. В новый план были введены различные фортификационные объекты. В июне 1836 г. Николай i утвердил новый генплан Пятигорска. Это было второе рождение города.— 
С весны 1846 служил при командующем войсками на Кавказской линии.
6 декабря 1848 вышел в отставку в чине генерал-майора и переехал в Москву.

Почти везде у Чайковских были знакомые или родственники. В Москве жил брат отца — Петр Петрович Чайковский, в Перми — другой его брат, Владимир Петрович. Петя хорошо запомнил этот путь: через год с небольшим он снова проделал его, когда мама повезла мальчика в Петербург, чтобы поместить в училище правоведения. Тяжело переживая разлуку с родными, он писал тогда, уже из столицы, к матери: Чем грустить, моя драгоценная, велите запрячь себе коляску, укатите в Екатеринбург. А там, Бог даст, Иван Иванович уговорит поехать в Казань, оттуда в Нижний Новгород, там Глафира Тимофеевна попросит поехать в Москву, там дяденька Петр Петрович уговорит поехать в дорогой Питер, а тут мы вас расцелуем так, что вы и не поедете в противную Алапаиху. 
<…>

…Уже год провел Петя в чужом для него Петербурге, не видаясь ни с кем из семьи, кроме брата Коли. Однажды братьев навестил их дядя Петр Петрович Чайковский вместе со своим сыном Илюшей, обрадовал их этим визитом, особенно Петю, о чём тот немедленно написал в Алапаевск.
— 
С 1854 жил в Петербурге.
Какое-то время братья Чайковские — Пётр и Илья — проживали вместе.

В день похорон жены заболел холерой и Илья Петрович. Он находился на грани жизни и смерти несколько дней, но выздоровел. Оставаться в квартире, где умерла Александра Андреевна, семье Чайковских было тяжело и невыносимо. Ближе к осени Илья Петрович нашел новую квартиру — в доме Гаке на 4-й линии Васильевского острова. К этому времени Ипполита определили в Морской корпус, а сестру Сашу отдали в Смольный институт. 

Жить без жены Илье Петровичу было непривычно, тем более с двумя маленькими сыновьями: он был совершенно не приспособлен к уходу за детьми. Чтобы скрасить тоску и одиночество, он предложил брату, Петру Петровичу, семьями съехаться в доме Остерлова, на углу Среднего проспекта и Кадетской линии (дом 25), на что тот с радостью согласился. В конце года вместе с малышами, Модестом и Анатолием, Илья Петрович переехал на Кадетскую линию. Петр Петрович, генерал в отставке и участник пятидесяти двух сражений, слыл большим чудаком, семья его состояла из пяти дочерей и трех сыновей, и когда семьи братьев собирались вместе, квартира становилась тесной и неудобной. Молодому же поколению, наоборот, нравилось проводить время вместе, и часто случалось, что за шумными беседами дети засиживались далеко за полночь, что вызывало неудовольствие старших.

Прожив вместе с братом три года, Илья Петрович решился на ещё один переездов этот раз он снял квартиру в доме А. П. Заблоцкого-Десятовского (№ 39, по 8-й линии Васильевского острова), автора основательного исследования «О крепостном состоянии России» и редактора «Земледельческой газеты». Окнами новая квартира выходила во двор, занимала два этажа — третий и четвёртый. Вести хозяйство и ухаживать за близнецами стала четырнадцатилетняя Александра, забранная раньше времени из института. Лишь на выходные дни к ним приходили из расположенных недалеко Горного и Морского корпусов Николай и Ипполит, а Петр, с Фонтанки, чаще всего приезжал на извозчике.— 
Скончался 5 февраля 1871 года.

## Семья
Отец: Пётр Фёдорович Чайковский (1745—1818).
Мать: Анастасия Степановна, урождённая Посохова (1751—?).
Братья и сёстры:
- Василий (1777—?)
- Евдокия (1780—?)
- Екатерина (1783—?)
- Иван (1785—1813) служил по выходе из Второго кадетского корпуса в Петербурге в двадцатой артиллерийской бригаде, принимая участие во многих походах против неприятеля. За храбрость в сражениях при Прейсиш-Эйлау получил орден Св. Георгия 4-й степени. Убит в 1813 году под Монмартром, в Париже.
- Александра (1786—?)
- Владимир (1793—1850)
- Илья (1795—1880), отец великого русского композитора П. И. Чайковского.
- Олимпиада (1801—1874).

Супруга — Евдокия Петровна Беренс (Елизавета фон Беренс).
Дети:
- Анна (1830—1911)
- София (1833—1888)
- Александра (1836—1899)
- Илья (1837—1891)
- Лидия (1838—1901)
- Митрофан (1840—1903) — генерал от инфантерии, комендант Ивангородской крепости, командир 5-го армейского корпуса.
- Надежда (1841—?). Супруг — С. А. Пороховщиков (—1888).
- Андрей (1841—1920) — генерал от инфантерии, губернатор Ферганской области.